# Quirino (provincie)
Quirino is een provincie van de Filipijnen. De provincie maakt deel uit van regio II (Cagayan Valley) en ligt in het noordoosten van het eiland Luzon. De hoofdstad van de provincie is de gemeente Cabarroguis. De provincie is genoemd naar voormalig president Elpidio Quirino. Bij de census van 2015 telde de provincie bijna 189 duizend inwoners.

## Geschiedenis
De provincie Quirino behoorde vanaf eind 16e eeuw tot 1839 tot de provincie Cagayan, toen de Spanjaarden het bij Nueva Vizcaya voegden. In 1856 werd het gebied bij Isabela gevoegd. In 1908 werd de indeling van provincies wederom veranderd en werd het gebied weer bij Nueva Vizcaya gevoegd.
In 1966 ten slotte werden de vier gemeenten in het vlakke land en het achterliggende berggebied een meer autonome subprovincie genaamd Quirino, naar de voormalig president Elpidio Quirino. In 1969 werd de gemeente Cabarroguis gecreëerd en op 10 september 1971 uiteindelijk werd Quirino een aparte provincie.

## Mensen en Cultuur

### Bevolkingsgroepen
De meerderheid van de bevolking van Quirino zijn Ilocanos. Zij leven verspreid over de vier vlakkere gemeenten langs de rivier de Cagayan. Daarnaast wonen er ook Ifugaos en wat Kankana-ey en Inibaloi binnen de provinciegrenzen. In de Sierra Madre leven de Agta.

## Geografie

### Topografie en landschap
De provincie Quirino ligt in het zuiden van de regio Cagayan Valley. In het noorden ligt Isabela, in het zuiden en oosten Aurora en in het westen Nueva Vizcaya. Quirino is een bergachtige provincie. Het Sierra Madre gebergte ligt op de grens met Aurora, terwijl het Caraballo-gebergte het zuidwesten domineert. Alleen het noordwesten is vlak. Hier woont het merendeel van de bevolking dan ook.

### Bestuurlijke indeling
Quirino bestaat uit 6 gemeenten.

#### Gemeenten
| - Aglipay - Cabarroguis - Diffun | - Maddela - Nagtipunan - Saguday |

Deze gemeenten zijn weer verder onderverdeeld in 132 barangays.

## Demografie
Quirino had bij de census van 2015 een inwoneraantal van 188.991 mensen. Dit waren 12.205 mensen (6,9%) meer dan bij de vorige census van 2010. Ten opzichte van de census van 2000 was het aantal inwoners gegroeid met 40.416 mensen (27,2%). De gemiddelde jaarlijkse groei in die periode kwam daarmee uit op 1,28%, hetgeen lager was dan het landelijk jaarlijks gemiddelde over deze periode (1,72%).

De bevolkingsdichtheid van Quirino was ten tijde van de laatste census, met 188.991 inwoners op 2323,47 km², 81,3 mensen per km².

## Economie
Quirino produceert veel graan, rijst en pinda's. Daarnaast produceert het ook de meeste bananen van de regio. Ook veeteelt komt veel voor in deze provincie.
Uit cijfers van het National Statistical Coordination Board (NSCB) uit het jaar 2003 blijkt dat 29,2% (12.463 mensen) onder de armoedegrens leefde. In het jaar 2000 was dit 38,2%. Quirino is daarmee iets armer als het landelijk gemiddelde van 28,7% en staat, samen met Capiz, 60e op de lijst van provincies met de meeste mensen onder de armoedegrens. Van alle 79 provincies staat Quirino 62e op de lijst van provincies met de ergste armoede..